# 疏花丁公藤
疏花丁公藤（学名：Erycibe oligantha）为旋花科丁公藤属的植物，为中国的特有植物。分布于中国大陆的海南等地，多生长于山谷林中或攀援的乔木上，目前尚未由人工引种栽培。